# Орден «Зірка Тенгрі»
Орден «Зірка Тенгрі» — є найвищою громадською та всесвітньою нагородою Національної Ради Тюрків Карапапаків України для нагородження громадян за видатні особисті заслуги перед Тюркським світом, Українською державою та Тюрко-Карапапакським народом. Орден заснований 8 квітня 2018 року.

## Історія
Орден «Зірка Тенгрі» заснований 23 грудня 2018 року рішенням Президії Національної Ради Тюрків-Карапапаків України відповідно до Законів України "Про державні нагороди України" та "Про громадські об'єднання", в тому числі Статуту Національної Ради Тюрків-Карапапаків України. Орденом нагороджуються за заслуги перед Україною, Тюркським світом, за службу Тюрко-Карапапакському народу,  а також за героїзм та відвагу.
Ідея та дизайн Ордена "Зірка Тенґрі" належить Голові Національної Ради Тюрків Карапапаків України Дашгину Гюльмамедову та Голові Президії НРТКУ Сергію Гнатюку. Знак Ордена "Зірка Тенґрі" було виготовлено ТОВ "Виробничо-творче об'єднання "ОРДЕН" (м.Київ) в січні 2019 року.

## Статут
Відповідно до Статуту Національної Ради Тюрків-Карапапаків України та Статуту Ордена «Зірка Тенгрі», Орденом нагороджує Голова Національної Ради Тюрків-Карапапаків України, у виняткових випадках Голова Президії Національної Ради. Клопотати про нагородження Орденом можуть: члени Президії НРТКУ, Генеральний секретар НРТКУ  та Голови обласних організацій НРТКУ. Після розгляду клопотання в Комісії з Нагород НРТКУ, Голова НРТКУ приймає рішення про нагородження Орденом «Зірка Тенгрі». Остаточне рішення про нагородження Орденом безпосередньо залежить від Голови НРТКУ. Орден вручають нагородженому: Голова НРТКУ, Голова Президії НРТКУ, Генеральний секретар НРТКУ або уповноважений ними представник НРТКУ.
- Нагороджений Орденом іменується кавалером Ордена «Зірка Тенгрі».

Будь-яка особа, нагороджена Орденом «Зірка Тенгрі» не може бути, у жодному разі, позбавлена Ордена. Ніяка судова інстанція, державний орган чи органи Національної Ради Тюрків-Карапапаків України не мають права позбавити кавалера Ордена нагороди.
Орденом «Зірка Тенґрі» можуть бути нагороджені громадяни України у наступних випадках:
Орденом «Зірка Тенґрі» можуть бути нагороджені громадяни України у наступних випадках:
- за виняткові заслуги перед людством;
- за виняткові заслуги перед Тюркським Світом;
- за виняткові заслуги, що сприяють прогресу, величі та славі Української Держави;
- за захист державних інтересів України;
- за мужність і відвагу при захисті територіальної цілісності України;
- за захист національних інтересів Тюрко-Карапапакського народу, що проживають у світі.

Орденом «Зірка Тенґрі» можуть бути нагороджені іноземці та особи без громадянства у наступних випадках:
- за виняткові заслуги перед людством;
- за виняткові заслуги перед Тюркським Світом;
- за виняткові заслуги перед державою та народом України;
- за захист національних інтересів Тюрко-Карапапакського народу, що проживають у світі.

## Опис ордена
- Планка Ордена "Зірка Тенґрі" являє собою прямокутну металеву пластинку, обтягнуту темно-синьою стрічкою. У центрі планки розміщено міні-аналог Зірки Тенґрі. Розмір планки: висота — 12 мм, ширина — 24 мм.

| Кавалер |
|         |
|         |

## Порядок носіння
Знак Ордена «Зірка Тенгрі» носится на левой стороне груди.

## Кавалери ордена «За видатні заслуги»
Першим Кавалером Ордена "Зірка Тенґрі" став Науковий і громадський діяч України, Голова Асоціації Азербайджанських Інтелігентів України,  доктор історичних наук - Фархад Туранли. Голова НРТКУ Дашгин Гюльмамедов нагородив Фархада Туранли Орденом "Зірка Тенґрі" 30 грудня 2019 року за службу перед Тюркським Світом.
| №   | Дата нагородження | Країна    | Кавалер                       | Посада | Ref.              |
| --- | ----------------- | --------- | ----------------------------- | --- | ----------------- |
| 001 | 30 грудня 2019    | Україна   | Туранли Фергад Ґардашкан Оглу | Український вчений та громадський діяч, доктор історичних наук, професор кафедри загальної та слов'янської лінгвістики гуманітарного факультету Національного університету "Києво-Могилянська академія" | [ 2 ]             |
| 002 | 28 грудня 2020    | Казахстан | Назарбаєв Нурсултан Абішович  | Голова Ради Безпеки Республіки Казахстан, Перший президент Казахстану (з 24 квітня 1990 по 20 березня 2019 року).                                                                                       | [ 3 ] [ 4 ] [ 5 ] |